# Wilków (Powiat Namysłowski)
Wilków (deutsch: Wilkau) ist ein Ort in der Landgemeinde Wilków im Powiat Namysłowski der Woiwodschaft Opole in Polen.

## Geographie
Das Straßendorf Wilków liegt fünf Kilometer nordwestlich von Namysłów (Namslau) und 60 Kilometer nordwestlich von Opole (Oppeln) in der Schlesischen Tiefebene am rechten Ufer der Widawa. Durch den Ort verläuft die Woiwodschaftsstraße 451. Ortsteil von Wilków ist Wilkówek (Hohenwilkau).
Nachbarorte von Wilków sind im Nordosten Idzikowice (Eisdorf), im Osten Krzyków (Krickau) und Smarchowice Małe (Deutsch Marchwitz), im Südosten Ligotka (Ellguth), im Südwesten Dębnik (Damnig) und im Westen Wojciechów (Woitsdorf).

## Geschichte

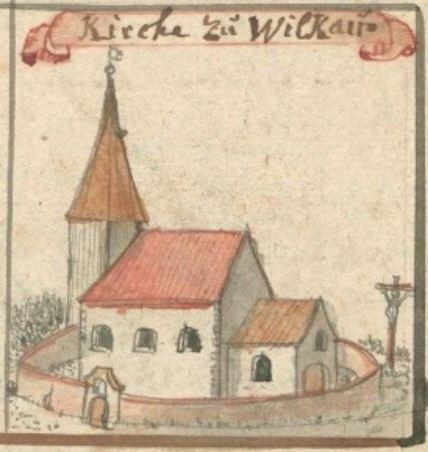
Kirche in Wilkau – Zeichnung aus dem 18. Jahrhundert

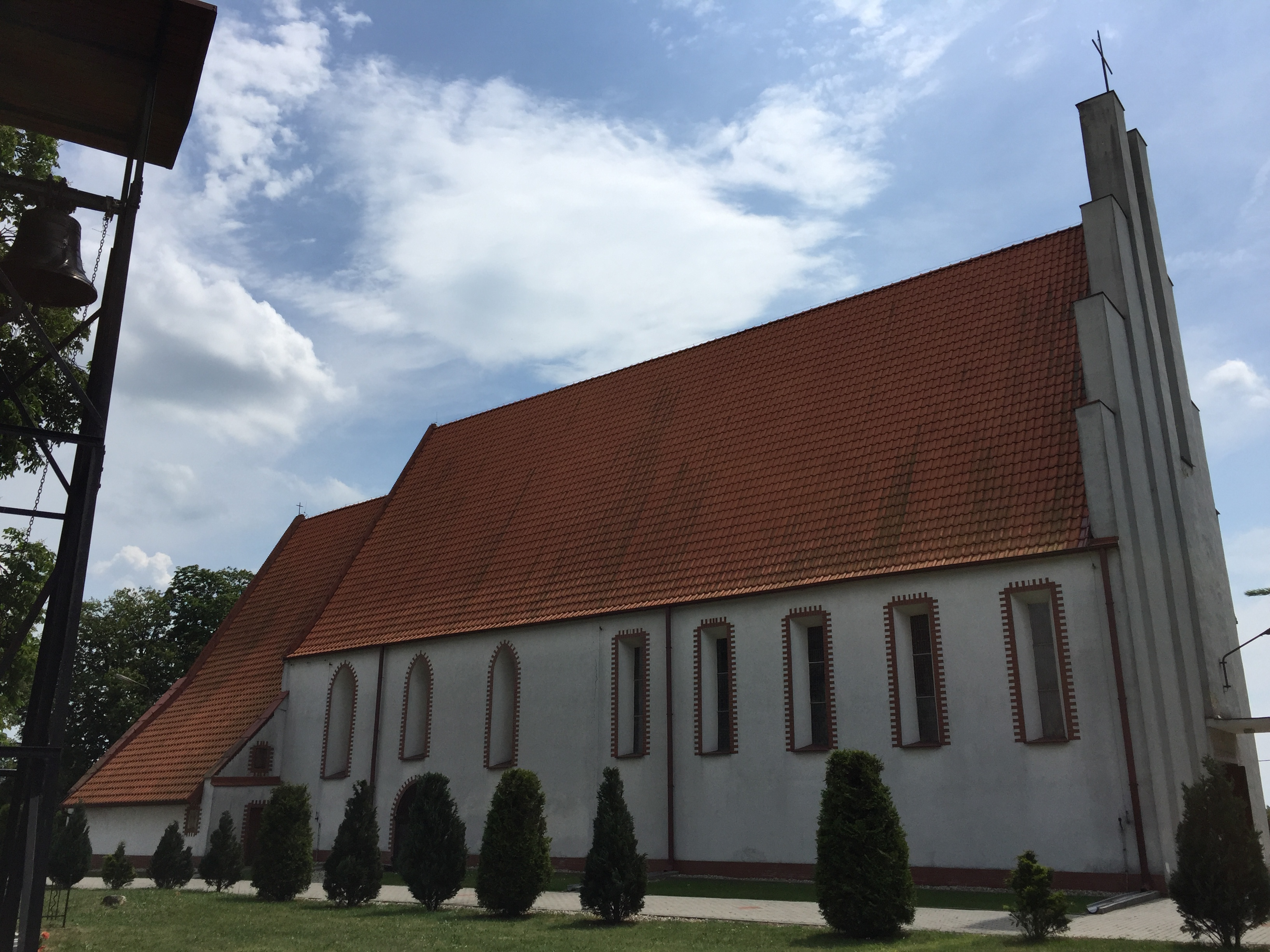
Kirche St. Nikolaus (2017)

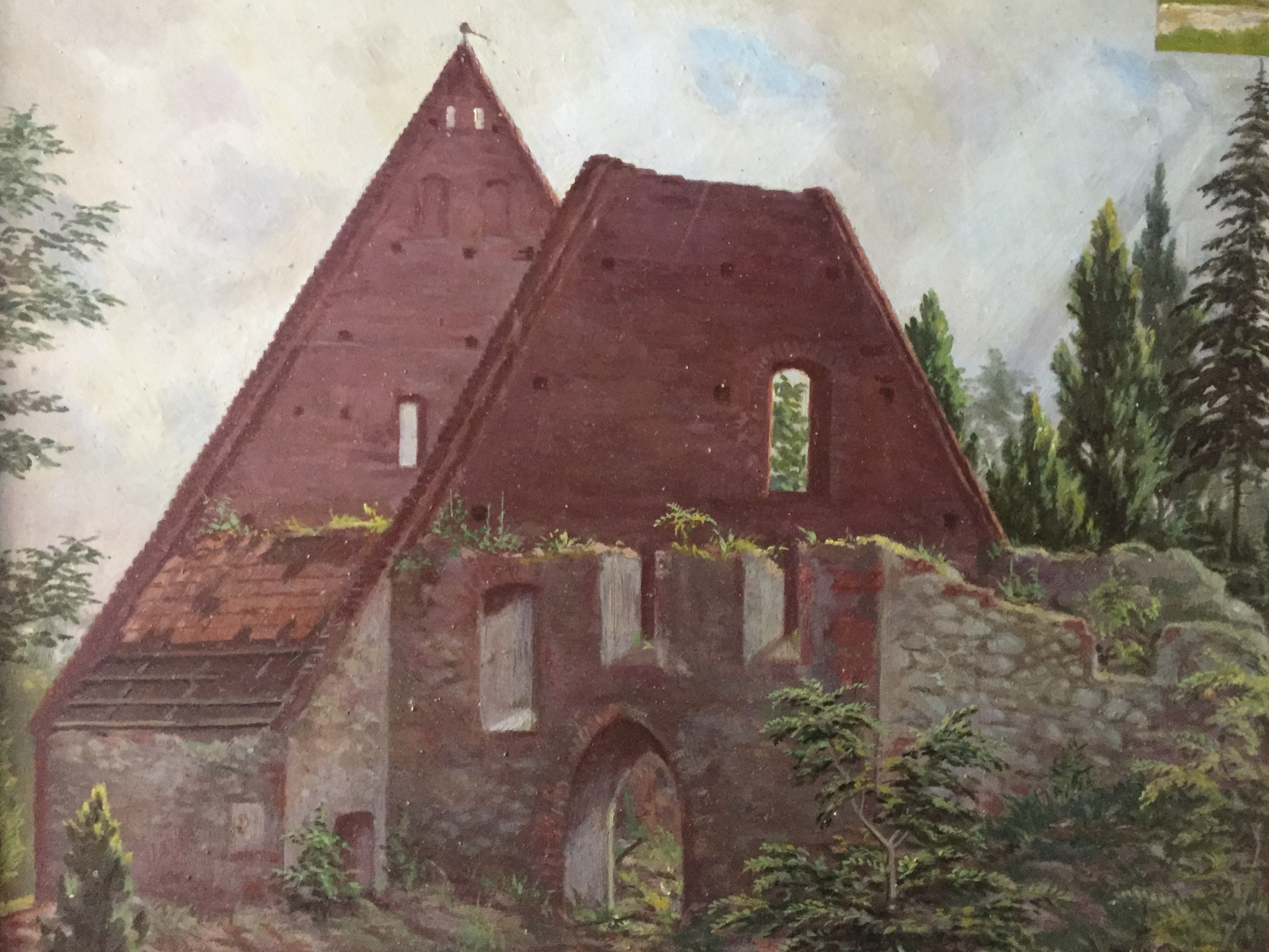
Ruine der Nikolauskirche nach 1945

Das spätere Wilkau wurde erstmals 1290 erwähnt. Für 1303 ist die Schreibweise Wilcaw, für 1353 Wilkaw und 1362 Wilkow belegt. Der Ortsname leitet sich vom polnischen Wort Wilk (Wolf), übersetzt Wolfsdorf.
1535 hielt die Reformation Einzug in Wilkau. Während des Dreißigjährigen Krieges wurde Wilkau niedergebrannt. Im Dreißigjährigen Krieg quartierte sich 1626 der schwedische Kommandant Philipp von Mansfeld in Wilkau ein. 1633 wütete die Pest in Wilkau und zahlreiche Dorfbewohner kamen ums Leben. 1654 wurde Wilkau rekatholisiert. Nach dem Ersten Schlesischen Krieg 1742 fiel Wilkau mit dem größten Teil Schlesiens an Preußen. 1790 waren in Nieder-Wilkau vorhanden: ein Schloss, zwei Vorwerke 16 Dienstbauern, drei Freigärtner, 13 Dreschmaschinen, ein Schafstall, 41 Bauernhöfe, eine Schule mit einem Lehrer, ein Schmied, vier Schneider, eine Windmühle, eine katholische Pfarrkirche und 334 Einwohner. Ober-Wilkau zählte im gleichen Jahr ein Gutshaus, 14 Knechtsbauern, sechs Freigärtner, 14 Dreschmaschinen, 36 Bauernhöfe, eine Schnapsbrennerei, zwei Flachsweber, eine Schneiderei, ein Kretscham, eine Windmühle und 297 Einwohner.
Nach der Neuorganisation der Provinz Schlesien gehörte die Landgemeinde Wilkau ab 1816 zum Landkreis Namslau, mit dem es bis 1945 verbunden blieb. 1845 entstanden die Ortsteile Nieder- und Ober-Wilkau. In Nieder-Wilkau bestanden im Dorf ein Schloss, zwei Vorwerke, eine katholische Schule, eine Windmühle, ein Vorwerk und 55 Häuser. Im gleichen Jahr lebten in Nieder-Wilkau 498 Einwohner, davon 63 evangelisch. In Ober-Wilkau bestanden 1845 ein Schloss, zwei Vorwerke, eine Windmühle und 66 Häuser. Im gleichen Jahr zählte der Ort 419 Einwohner, davon 33 katholisch. 1874 wurde der Amtsbezirk Wilkau gegründet, dem die Landgemeinden Damnig, Ellguth, Nieder Wilkau und Ober Wilkau sowie die Gutsbezirke Damnig, Nieder Wilkau und Ober Wilkau und Hospital-Weidegrundstücke von Namslau umfasste. Erster Amtsvorsteher war der Rittergutsbesitzer und Leutnant von Kunowski in Ober Wilkau. Am 1. März 1897 wurden die Orte Nieder- und Ober-Wilkau zur Landgemeinde Wilkau zusammengeschlossen. 1933 zählte Wilkau 1240, 1939 waren es 1290 Einwohner.
Im Zweiten Weltkrieg eroberte am 20. Januar 1945 die Rote Armee den Ort. Zahlreiche Gebäude, darunter auch die spätgotische katholische Kirche, wurden während der Kampfhandlungen zerstört. Als Folge des Zweiten Weltkriegs fiel Wilkau mit dem größten Teil Schlesiens an Polen. Nachfolgend wurde es in Wilków umbenannt und der Woiwodschaft Schlesien angeschlossen.  Die neu angesiedelten Bewohner waren teilweise Zwangsumgesiedelte aus Ostpolen, das an die Sowjetunion gefallen war. 1950 gelangte es an die Woiwodschaft Oppeln. Seit 1999 gehört es Powiat Namysłowski.

## Sehenswürdigkeiten
- Die römisch-katholische Kirche St. Nikolaus (Kościół Najświętszej Maryi Panny Królowej Polski) wurde 1290 erstmals erwähnt. Der spätgotische Bau entstand Anfang des 14. Jahrhunderts und wurde im 15. Jahrhundert erweitert. 1564 wurde ein Kirchturm erbaut. Im Januar 1945 wurde der Bau zu nahezu 80 % zerstört. Der komplette Innenraum brannte nieder und lediglich die Außenmauern blieben erhalten. Zwischen 1957 und 1958 wurde die Kirche wieder aufgebaut.[5] Der Kirchenbau steht seit 1959 unter Denkmalschutz.[6]
- Das Schloss Nieder-Wilkau (Pałac w Wilkowie (Dolnym)) wurde im 19. Jahrhundert errichtet. Der Schlossbau steht seit 1990 unter Denkmalschutz.[6]
- Schloss Mittel-Wilkau (Dwór w Wilkowe (Średnim))
- Schlosspark

## Vereine
- Freiwillige Feuerwehr OPS Wilków
- Fußballverein GKS Widawa Wilków

## Söhne und Töchter des Ortes
- Lothar von Kunowski (1866–1936), deutscher Maler
- Felix von Kunowski (1868–1942), deutscher Stenograf und Esperantist